# Brainerd
Brainerd és una població dels Estats Units a l'estat de Minnesota. Segons el cens del 2000 tenia 13.178 habitants.

## Demografia
Segons el cens del 2000, Brainerd tenia 13.178 habitants, 5.623 habitatges, i 3.036 famílies. La densitat de població era de 638,4 habitants per km².
Dels 5.623 habitatges en un 29,4% hi vivien nens de menys de 18 anys, en un 35,8% hi vivien parelles casades, en un 14,3% dones solteres, i en un 46% no eren unitats familiars. En el 37,5% dels habitatges hi vivien persones soles el 16,8% de les quals corresponia a persones de 65 anys o més que vivien soles. El nombre mitjà de persones vivint en cada habitatge era de 2,23 i el nombre mitjà de persones que vivien en cada família era de 2,94.
Per edats la població es repartia de la següent manera: un 25,1% tenia menys de 18 anys, un 13,7% entre 18 i 24, un 26,3% entre 25 i 44, un 16,8% de 45 a 60 i un 18,1% 65 anys o més.
L'edat mediana era de 33 anys. Per cada 100 dones de 18 o més anys hi havia 79,4 homes.
La renda mediana per habitatge era de 26.901 $ i la renda mediana per família de 35.212 $. Els homes tenien una renda mediana de 27.677 $ mentre que les dones 21.217 $. La renda per capita de la població era de 15.744 $. Entorn de l'11,8% de les famílies i el 17,6% de la població estaven per davall del llindar de pobresa.

## Poblacions més properes
El següent diagrama mostra les poblacions més properes.